# Solanum hoplopetalum
Solanum hoplopetalum är en potatisväxtart som beskrevs av Friedrich August Georg Bitter och Victor Samuel Summerhayes. Solanum hoplopetalum ingår i släktet skattor som ingår i familjen potatisväxter. Inga underarter finns listade i Catalogue of Life.